# Одри Холандър
Одри Холандър (на английски: Audrey Hollander) е артистичен псевдоним на американската порнографска актриса Линдзи Джийн Ебстън Бръш (Lindsay Gene Abston Brush).

## Ранен живот
Родена е на 4 ноември 1979 г. в град Луисвил, щата Кентъки, САЩ, където израства.
Омъжва се за порноактьора и продуцент Ото Байер, като не била знаела той с какво се занимава. Била разбрала случайно, че съпругът ѝ е в порнографската индустрия. Твърди, че била разочарована и ядосана от неговата професия, но не го напуснала.
Започва работа като учителка, но не ѝ харесва и напуска.

## Кариера
Дебютира като актриса в порнографската индустрия през 2002 г.
През 2006 г. печели AVN наградата за изпълнителка на годината.
Холандър е сред 12-те порноактриси, попаднали в т. нар. „Мръснишка дузина на порното“, публикувана от списание „Пентхаус“. Според изданието най-мръснишкият момент в кариерата ѝ е сцена, в която прави тройно анално проникване.

## Награди
Носителка на награди
- 2005: AVN награда за най-добра секс сцена само с момичета (видео) – „Нарушението на Одри Холандър“ (с Джия Палома, Ашли Блу, Тила Уин, Броди, Кели Клайн).[7]
- 2005: XRCO награда за най-добра секс сцена само с момичета – „Нарушението на Одри Холандър“.[7]
- 2005: Delta of Venus награда на фестивала „Торино секс“ за най-добра актриса – „Supercore“.[8]
- 2006: AVN награда за изпълнителка на годината.[5][7]
- 2006: AVN награда за най-добра групова секс сцена (видео).[5][7]
- 2006: AVN награда за най-добра анална секс сцена (филм) – „Осъдена“ (с Ото Бауер).[5][7]
- 2006: Eroticline награда за най-добра международна актриса.[7]

Номинации
- 2005: Номинация за AVN награда за най-добра нова звезда.[7][9]
- 2005: Номинация за XRCO награда за нова звезда.[7][10][11]
- 2005: Номинация за XRCO награда за супермръсница.[7][10]
- 2006: Номинация за F.A.M.E. награда за любима порноактриса.[12]
- 2006: Номинация за F.A.M.E. награда за любима анална звезда.[12]
- 2006: Номинация за Temptation награда за изпълнителка на годината.[7][13]
- 2007: Номинация за AVN награда за звезда на годината на договор.[7][14]
- 2007: Номинация за AVN награда за най-добра анална секс сцена (видео) – „Екстремно изнасилване“ (с Ото Бауер и Алекс Сендърс).[7][14]
- 2009: Номинация за AVN награда за най-добра секс сцена с двойно проникване – „Морфин“ (с Ото Бауер и Алекс Гонз).[7][15]
- 2009: Номинация за Hot d'Or награда за най-добра американска изпълнителка.[7][16]
- 2010: Номинация за AVN награда за най-добра актриса.[7][17]
- 2010: Номинация за AVN награда за най-добра секс сцена с двойно проникване – „Всички обичат Луси“ (с Джей Леситър и Джон Стронг).[7][17]
- 2010: Номинация за XBIZ награда за актьорско изпълнение на годината (жена) – „Всички обичат Луси“.[7][17]
- 2012: Номинация за AVN награда за най-добра секс сцена с двойно проникване – „Това не е UFC: Решително състезание по чукане“ (с Ото Бауер и Марко Бандерас).[7][18]